# Barokowy zespół pojezuicki w Grudziądzu

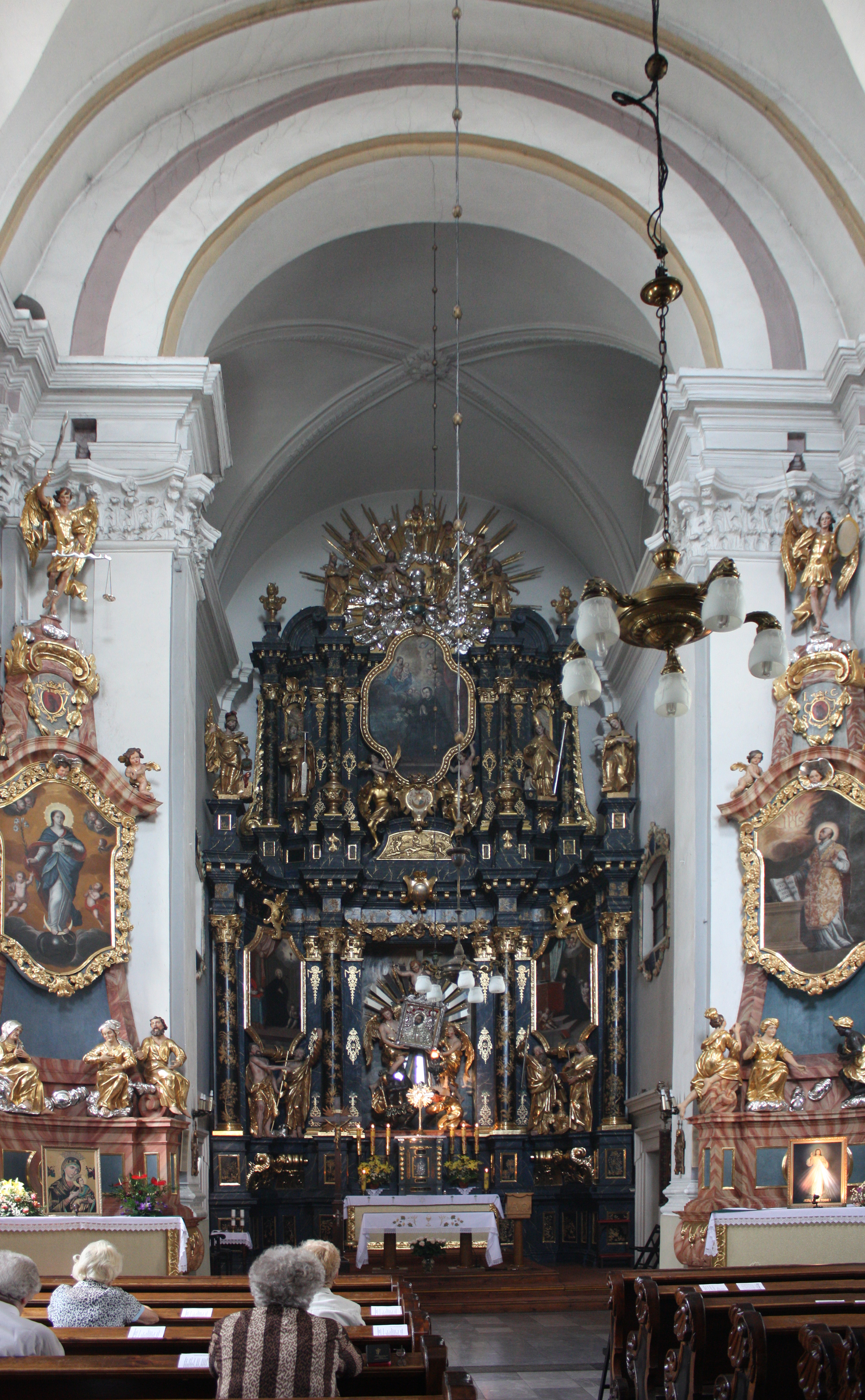
Wnętrze kościoła św. Franciszka Ksawerego

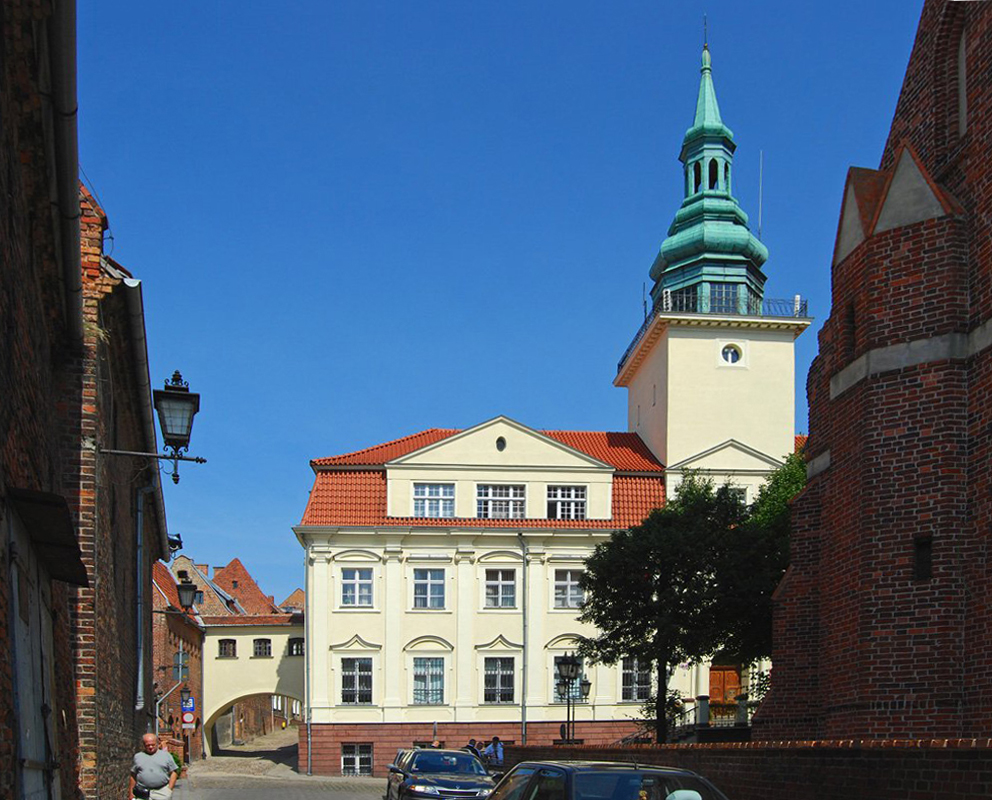
Dawne kolegium jezuickie, obecnie ratusz

Barokowy zespół pojezuicki w Grudziądzu – kościół św. Franciszka Ksawerego i dawne kolegium jezuickie, obecnie ratusz – siedziba Urzędu Miejskiego. Zbudowane w XVII-XVIII w., znajdują się w centrum miasta, na północny zachód od Rynku, w sąsiedztwie kościoła farnego.

## Historia
Jezuici zostali sprowadzeni do Grudziądza w 1622 r. staraniem Jana Działyńskiego, starosty pokrzywieńskiego i biskupa chełmińskiego Jana Kuczborskiego. Początkowo prowadzili działalność w rodowej kaplicy grobowej Działyńskich przy farze, później mieli dzielić z proboszczem cały kościół. Posiadali również majątki ziemskie, m.in. Jabłonowo. Przywilej z prawem zakupu gruntu pod budowę kościoła i kolegium wydał król Zygmunt III Waza 13 listopada 1630 r. Grudziądz był wówczas miastem zamieszkanym w większości przez ewangelików, przeciwko którym była wymierzona kontrreformacyjna działalność Towarzystwa Jezusowego, zatem dopiero w 1647 r. fundatorom udało się nabyć stosowną parcelę budowlaną. Obszerny teren obejmował większość kwartału pomiędzy obecnymi ulicami Ratuszową, Kościelną, Tkacką i Spichrzową. W 1647 r. poświęcono kamień węgielny pod budowę kościoła i kolegium. Już wówczas uruchomiono małe kolegium w prowizorycznej siedzibie (inne źródła mówią o roku 1651). Prace zostały przerwane w latach szwedzkiego potopu (1655–1659), gdy jezuici zostali wygnani z miasta. Budowa kolegium została wznowiona w 1680 r. z fundacji Tomasza Działyńskiego, wojewody chełmińskiego i zasadnicze prace zakończono w roku 1684. Kolegium wspierał także Marcin Kazimierz Borowski starosta grudziądzki. Budowa kościoła, rozpoczęta pod koniec XVII w. wskutek kolejnych wojen, została ostatecznie ukończona dopiero w 1723 r. (konsekracja miała miejsce wcześniej, 3 grudnia 1721 r.). W latach 1722–1725 wzniesiono wieżę kolegium oraz skrzydło zachodnie połączone przejściem nad ulicą z jednym ze spichrzów. Pierwsza połowa XVIII w. to zarazem okres największego rozkwitu szkoły, słynnej m.in. z wystawianych w języku polskim przez uczniów sztuk teatralnych (teksty zachowane w dawnych zbiorach Biblioteki Baworowskich we Lwowie). Naukę zdobywało około 200–300 uczniów z terenu całych Prus Królewskich, a szkołę zwano Grudziądzkim Ateneum lub Kolegium Działyńskich. Kasata zakonu w Prusach nastąpiła w 1781 r. Od tego czasu z gmachu korzystało gimnazjum, w latach 1816–1891 seminarium nauczycielskie i od 1897 r. jest siedzibą władz miejskich. W 1919 r. spłonęła wieża i dach. Wieżę odbudowano w 1929 r. w bardziej okazałej neobarokowej formie, a dach otrzymał formę mansardowego z wbudowanym piętrem. Kościół służył potrzebom seminarium, następnie był filialnym fary. W 1935 r. ponownie objęli go jezuici, którzy zostali wymordowani przez hitlerowców podczas okupacji niemieckiej 5 października 1939 r. Podczas walk o miasto w 1945 r. spłonął dach kościoła i zniszczeniu uległy organy. Od 1949 r. administrację sprawują Księża Marianie, ponadto od 1993 r. korzysta z niego parafia wojskowa św. Stanisława Kostki.

## Kościół pw. św. Franciszka Ksawerego
- Kościół, stosownie do sytuacji urbanistycznej, jest obrócony prezbiterium ku zachodowi, a fasada zamykała perspektywę ul. Starorynkowej (obecnie, po zniszczeniach wojennych, bezpośrednio przed kościołem roztacza się pl. Miłośników Astronomii). Jest budowlą barokową, jednonawową, z prostokątnym węższym prezbiterium, do którego od północy dobudowano zakrystię z lożą na piętrze. Prezbiterium kryte jest sklepieniem krzyżowym, nawa kolebkowym z lunetami. Wnętrze obiega profilowany gzyms wsparty na zdwojonych pilastrach. Monumentalna, dwukondygnacyjna fasada ze skromnym portalem jest dzielona pilastrami, pomiędzy którymi umieszczono blendy, 3 najwyższe mieszczące posągi świętych. Fasadę wieńczy niska attyka, dawniej ozdobiona wazonami i trójkątny fronton. Na fasadzie umieszczono datę 1715 – oznaczającą zapewne rok jej ukończenia. Elewacje boczne, wzmocnione przyporami, z 3 kondygnacjami okien, są rozwiązane bardzo skromnie.
- Jednolite, regencyjne wyposażenie wnętrza powstało w latach 1715–1740 jako dzieło Józefa Antoniego Krausego, wystrój malarski wykonał jezuita Ignacy Steiner (Szteiner) (żyjący w latach 1691-1752). We wnętrzu znajdują się trzy bogato rzeźbione ołtarze, z których monumentalny ołtarz główny jest fundacją Jana Ansgarego Czapskiego, wojewody chełmińskiego. Obraz św. Franciszka Ksawerego przeniesiono w 1722 r. z Jabłonowa Pomorskiego, gdzie był czczony jako cudowny. Obeliskowe ołtarze boczne Niepokalanego Poczęcia NMP i św. Ignacego Loyoli posłużyły jako wzór m.in. dla wyposażenia kościoła bernardynów w Toruniu. Ambona i chór muzyczny zostały ozdobione motywami chińskimi (tzw. chinoiserie), które z jednej strony odpowiadały ówczesnej modzie, z drugiej wskazują na misyjną działalność patrona świątyni. Ponadto zachowały się 4 konfesjonały, ławy i barokowy obraz przedstawiający Zwiastowanie NMP. W połowie XIX w. dwa dalsze ołtarze zostały przekazane do wzniesionego wówczas kościoła katolickiego w Kwidzynie.

## Ratusz – dawne kolegium
Jest to budynek barokowy, piętrowy, o wysokim użytkowym przyziemiu, z dodanym II piętrem w mansardowym dachu. Pierwotnie był dwuskrzydłowy – główne skrzydło wznosi się na zachód od kościoła, wzdłuż ul. Ratuszowej, tylne od ul. Zamkowej. Na początku XX w. dodano w podwórzu krótkie trzecie skrzydło zamykające dziedziniec od strony północnej. Jedenastoosiowa fasada od strony ul. Ratuszowej w przyziemiu jest boniowana, wyższe partie dzielone są pilastrami, a płaszczyzny ożywiają zróżnicowane obramienia okien. Do wejścia głównego znajdującego się w środkowej osi fasady prowadzą nowsze dwubiegowe schody, powyżej wznosi się monumentalna wieża. Układ wnętrz jest jednotraktowy, z korytarzem od strony dziedzińca, w pomieszczeniach znajdują się sklepienia kolebkowo-krzyżowe. Na osi znajduje się sień sklepiona żaglasto, z iluzjonistyczną dekoracją malarska w formie kopuły. Na parterze w skrzydle zachodnim mieści się dawny refektarz, mający sklepienia zwierciadlane z lunetami o bogatej dekoracji stiukowej i malarskiej z lat około 1720–1730 z wyobrażeniami emblematycznymi i wizerunkami świętych jezuitów. Osiemnastowieczne barokowe wizerunki dobroczyńców kolegium, usunięte w XIX w., dziś znajdują się w zbiorach Muzeum Narodowego w Poznaniu, Muzeum Narodowego w Krakowie i Zamku w Kórniku.

## Rozmaitości
- Jedną z atrakcji turystycznych Grudziądza jest zabytkowy kościół pod wezwaniem św. Franciszka Ksawerego oraz poklasztorny refektarz w ratuszu. Późnobarokowy wystrój wnętrz zawiera wiele ciekawych szczegółów, a przede wszystkim wizerunki świętych, wywodzących się z Towarzystwa Jezusowego. Podobizny tych samych świętych są przedstawione na obrazach ołtarzowych w kościele, jak i na dużych czterech medalionach w refektarzu, obramowanych stiukowymi zielonymi wieńcami laurowymi. Porównując fotografie dzieł można wysnuć wniosek, że obrazy zostały wykonane przez tego samego malarza.
- Z wieży ratuszowej grany jest hejnał grudziądzki, skomponowany przez Stanisława Szpuleckiego, kapelmistrza 64 pułku piechoty. W latach 1936–1939 grany był z wieży zamkowej zwanej Klimek.
- Badania fundamentów kościoła, przeprowadzone w latach 2006-2008 wskazują, że w XVII wieku kościół wzniesiono na fundamentach dużej budowli (z wieżą) z wieku XIII, a możliwe, że stanowił on przebudowę większego założenia (być może klasztornego, obejmującego również obecny kościół farny)[1].